# Битка при Гравлот
Битката при Гравлот се състои на 18 август 1870 г. като е най-мащабната през Френско-пруската война. Води се на около 10 km западно от Мец. След голямата си победа предишния ден в битката при Марс-Ла-Тур, немците се опитват да унищожат напълно отстъпващите френски сили.

## Сили
Обединените германски сили, водени от полевия маршал граф Хелмут фон Молтке, обособени в Първа и Втора пруска армии, наброяват 210 пехотни батальона, 133 кавалерийски ескадрона и 732 тежки оръдия, общо 188 332 офицери и войници. Френската армия на Рейн, командвана от маршал Франсоа Аший Базен, наброява около 183 пехотни батальона, 104 кавалерийски ескадрона, подкрепени от 520 оръдия. Общият им брой е 112 800 офицери и войници.

## Ход на битката
На 18 август битката започва, когато Молтке нарежда Първа и Втора армия да настъпят срещу френските позиции. Генерал Манщайн отваря битката пред градчето Аманвийе със своята артилерия от 25-а пехотна дивизия. Но французите прекарват нощта, копаейки окопи и други подобни укрепления и поставят своята артилерия и картечници в скрити позиции. Когато разбират за атаката на прусаците, французите започват постоянна стрелба срещу движещите се немци. Благодарение на пушката Шаспо, французите влизат в битката много убедително и победата изглежда тяхна. Въпреки всичко пруската артилерия е много по-добра от технологична страна със своите оръдия на Круп.
До 14:30 часа генерал Щайнмец, командир на Първа армия, изпраща своите осем корпуса през Манската клисура, където пруската пехота скоро попада под ожесточения, сеещ смърт, огън от френските позиции от пушки и картечници. Оръдията от VII и VIII-корпус започват обстрел, за да подпомогнат атаката, но в 16:00 часа, когато атаката е застрашена от забавяне, Щайнмец нарежда на VII-корпус да се придвижи напред, последван от Първа кавалерийска дивизия.
При опасност южните немски атаки да се разпаднат, Трета пруска гвардейска пехотинска бригада от Втора армия, започва атака срещу френските позиции при Сен Прива̀, които са командвани от генерал Канробер. В 17:15 Четвърта пруска гвардейска бригада се включва към атаките, последвана от Първа пруска гвардейска пехотна бригада в 17:45. Всички тези гвардейски атаки са жестоко обстрелвани от френски огън от окопите. В 18:15 Втора пруска гвардейска пехотинска бригада, последната от Първа гвардейска пехотна дивизия, е поведена за атака на Сен Прива, докато Щайнмец повежда последните резерви от Първа армия покрай Манската клисура. До 18:30 сравнително голяма част от VII и VIII-корпус се отказават от битката и се оттеглят към пруските позиции.
Със загубата на Първа армия коронованият принц Фридрих Карл нарежда масиран артилерийски обстрел срещу позициите на Канробер в Сен Прива, за да предотврати провала и на гвардейската атака. В 19:00 часа Трета дивизия от II-корпус от Втора армия настъпва през клисурата, докато XI-корпус атакува близкия град Ронкур, а оцелелите от Първа гвардейска пехотна дивизия се хвърлят със свежи сили срещу руините на Сен Прива. В 20:00 часа, след пристигането на 4-та пруска пехотна дивизия от 2-ри корпус с пруския десен фланг на Манската клисура, линията се стабилизира. По това време прусаците от 1-ва гвардейска пехотна дивизия и XII и II корпус успяват да завземат Сен Прива, карайки френските сили да се оттеглят. Немците са изморени от битката, а това се оказава перфектна възможност за французите да направят контраатака. Генерал Бурбаки обаче, отказва да накара резервите от френските стари гвардейци да се бият, смятайки, че ще претърпят провал.
До 22:00 часа изстрелите замират по бойното поле за през нощта. На сутринта френската армия на Рейн, вместо да изпрати нова атака срещу изтощените германски сили, се оттегля към Мец, където са обсадени и накарани да се предадат два месеца по-късно.

## Последици
Жертвите са много, особено за атакуващите немски сили – 20 163 убити, ранени или изчезнали по време на битката. Французите – 7855 души убити или ранени, 4420 заложници (половината ранени), или общо 12 275 души. Докато повечето прусаци загиват под обстрела на френските пушки „Шаспо“, то повечето от французите падат мъртви под обстрела на пруските оръдия.
Въпреки че понасят по-малко жертви от немците, французите губят стратегически битката. Нерешителността им струва поражението при Мец на 27 октомври 1870 г., когато 170-хилядната армия на Базен се предава в плен на немците.